# Annovka (Baltacsevói járás)
Annovka (orosz betűkkel: Анновка, baskír nyelven: Анновка) falu Oroszországban, a Baskír Köztársaságban, a Baltacsevói járásban.

## Népesség
- 2002-ben 112 lakosa volt, melynek 50%-a baskír, 35%-a tatár.
- 2010-ben 71 lakosa volt.